# Liste der Baudenkmale in Rehlingen
In der Liste der Baudenkmale in Rehlingen sind die Baudenkmale der niedersächsischen Gemeinde Rehlingen und ihrer Ortsteile aufgelistet. Der Stand der Liste ist der 27. Januar 2023. Die Quelle der  Baudenkmale ist der Denkmalatlas Niedersachsen.

## Allgemein
In den Spalten befinden sich folgende Informationen:
- Lage: die Adresse des Baudenkmales und die geographischen Koordinaten. Kartenansicht, um Koordinaten zu setzen. In der Kartenansicht sind Baudenkmale ohne Koordinaten mit einem roten Marker dargestellt und können in der Karte gesetzt werden. Baudenkmale ohne Bild sind mit einem blauen Marker gekennzeichnet, Baudenkmale mit Bild mit einem grünen Marker.
- Bezeichnung: Bezeichnung des Baudenkmales
- Beschreibung: die Beschreibung des Baudenkmales. Unter § 3 Abs. 2 NDSchG werden Einzeldenkmale und unter § 3 Abs. 3 NDSchG Gruppen baulicher Anlagen und deren Bestandteile ausgewiesen.
- ID: die Objekt-ID des Baudenkmales
- Bild: ein Bild des Baudenkmales, ggf. zusätzlich mit einem Link zu weiteren Fotos des Baudenkmals im Medienarchiv Wikimedia Commons. Wenn man auf das Kamerasymbol klickt, können Fotos zu Baudenkmalen aus dieser Liste hochgeladen werden:

## Bockum

### Einzelbaudenkmale
| Lage                        | Bezeichnung     | Beschreibung | ID       | Bild |
| --------------------------- | --------------- | --- | -------- | ---- |
| 53° 5′ 33″ N, 10° 12′ 22″ O | Mühle Rehlingen | Traufständiger, zweigeschossiger Fachwerkbau auf Backsteinsockel mit Backsteinausfachung unter Satteldach in Ziegeldeckung. Mittige Aufzugserker. Errichtet vermutlich 19. Jh. | 32734623 | BW   |

## Ehlbeck

### Gruppe: Osterehlbeck/Blitzenburg
Die Gruppe hat die ID: 32720068. Die Gebäude gruppieren sich nahezu parallel zueinander auf weitläufigen durchzogenen Gelände entlang der Straße Osterehlbeck. Etwa 300 m liegt abseits auf südlicher Seite der Ehlbeck Landarbeiterhaus. Wohn-/Wirtschaftsgebäude liegt im Westen des teilweise mit Feldsteinen gepflasterten Wirtschaftshofes. Östlich zwei Scheunen und Wollspeicher, südlich zwei Speicherbauten.

| Lage                                      | Bezeichnung               | Beschreibung | ID       | Bild |
| ----------------------------------------- | ------------------------- | --- | -------- | ---- |
| Blitzenburg 1 53° 5′ 19″ N, 10° 9′ 37″ O  | Wohnhaus                  | Eingeschossiger Fachwerkbau auf Feldsteinsockel mit Backsteinausfachung unter Halbwalmdach in Reetdeckung. Wohnteil erhalten. Errichtet 1817(i). | 32734680 | BW   |
| Blitzenburg 2 53° 5′ 17″ N, 10° 9′ 35″ O  | Scheune                   | Großer Fachwerkbau mit Backsteinausfachung unter Halbwalmdach in Doppelmuldenfalzziegeldeckung. Längseinfahrt. Traufseitig angebautes Göpelhaus. Errichtet zweite Hälfte 19. Jh. | 18298054 | BW   |
| Blitzenburg 14 53° 5′ 9″ N, 10° 9′ 35″ O  | Wohnhaus                  | Eingeschossiger, langgestreckter Fachwerkbau mit Backsteinausfachung unter Halbwalmdach in Ziegelpfannendeckung. Unterteilt in vier Wohnungen. An Giebelseiten je zwei Eingänge. An Längsseiten mittiger Dacherker unter abgeschlepptem Dach. Errichtet zweite Hälfte 19. Jh. | 18298057 | BW   |
| Osterehlbeck 2 53° 5′ 17″ N, 10° 9′ 32″ O | Wohn-/ Wirtschaftsgebäude | Eingeschossiger Zweiständerbau mit Backsteinausfachungen unter Walmdach in Reetdeckung. Bauinschrift am Wirtschaftsgiebel. Errichtet 1827(i). Wohnteil in Backstein erneuert 1856. | 32734827 | BW   |
| Osterehlbeck 2 53° 5′ 17″ N, 10° 9′ 33″ O | Treppenspeicher           | Eineinhalbgeschossiger mit Eichenbohlen verbretterter Fachwerkbau von vier Fach Länge und zwei Fach Breite unter Satteldach in Reetdeckung. Hochrähmkonstruktion mit eingezapfter Ankerbalkenzimmerung. Außentreppe durch Verlängerung eingebaut. Seitliche Doppeltür mit Bauinschrift. Errichtet 1746(i). Spätere maßgebliche Verlängerung nach Osten mit speicherartige Räume und Wagenschauer sowie Anbau einer Kübbung an Südseite. | 32734743 | BW   |
| Osterehlbeck 2 53° 5′ 17″ N, 10° 9′ 31″ O | Speicher                  | Eineinhalbgeschossiger Fachwerkbau unter Satteldach mit Doppelmuldenfalzziegeldeckung, tw. mit Ziegelausfachung, teilweise verbrettert. Hochrähmkonstruktion mit eingezapfter Ankerbalkenzimmerung. Bauinschrift über Tür. Errichtet 1820(i). | 32734767 | BW   |
| Osterehlbeck 2 53° 5′ 19″ N, 10° 9′ 34″ O | Scheune                   | Traufständiger Fachwerkbau mit Backsteinausfachung unter Halbwalmdach in Doppelmuldenfalzziegeldeckung. Zwei Längsdurchfahrten. Errichtet zweite Hälfte 19. Jh. | 32734265 | BW   |
| Osterehlbeck 2 53° 5′ 18″ N, 10° 9′ 35″ O | Scheune                   | Fachwerkbau mit Backsteinausfachung unter Krüppelwalmdach in Doppelmuldenfalzziegeldeckung. Drei Querdurchfahrten. Errichtet zweite Hälfte 19. Jh. | 32734315 | BW   |

### Einzelbaudenkmale
| Lage                       | Bezeichnung | Beschreibung | ID       | Bild |
| -------------------------- | ----------- | --- | -------- | ---- |
| 53° 5′ 19″ N, 10° 9′ 28″ O | Scheune     | Eingeschossiger Bau in Lehmstampfbauweise und Giebeltrapezen in Fachwerk mit Backsteinausfachung unter Halbwalmdach ursprünglich in Reetdeckung. Zwei Längsdurchfahrten. Errichtet etwa 1840. | 18287974 | BW   |

## Rehrhof

### Gruppe: Rehrhof 1
Die Gruppe hat die ID: 32720056. Gebäude gruppieren sich auf weitläufigen Gelände, das in den umgebenden Baubestand eingebunden ist. Von Norden führt Pappelallee durch Niederung auf den Eingang der tw. von Feldstein- bzw. Bruchsteinmauer eingefriedeten Anlage zu. Scheune mit zugehörigem Göpel, Schweinestall und weitere kleine Scheune als Wirtschaftsgebäude angeordnet.

| Lage                                 | Bezeichnung               | Beschreibung | ID       | Bild |
| ------------------------------------ | ------------------------- | --- | -------- | ---- |
| 53° 5′ 43″ N, 10° 8′ 49″ O           | Wohn-/ Wirtschaftsgebäude | Eingeschossiger Fachwerkbau in Vierständerbauweise mit Backsteinausfachung auf verputztem Mauersockel unter Halbwalmdach in Hohlpfannendeckung. Bauinschrift am Dielentor. Errichtet 1843(i).                                | 32734390 | BW   |
| 53° 5′ 42″ N, 10° 8′ 51″ O           | Scheune                   | Fachwerkbau mit Backsteinausfachungen auf Feldsteinsockel unter Satteldach in Hohlpfannendeckung, Giebeldreiecke verbrettert. Errichtet gegen 1850.                                                                          | 32734520 | BW   |
| 53° 5′ 42″ N, 10° 8′ 46″ O           | Scheune                   | Eingeschossiger Fachwerkbau mit Backsteinausfachung in Vierständerbauweise auf Bruchsteinsockel unter Halbwalmdach in Reetdeckung. Errichtet gegen 1850.                                                                     | 32734469 |      |
| 53° 5′ 43″ N, 10° 8′ 46″ O           | Scheune                   | Eingeschossiger Bau in Lehmstampfbauweise unter Halbwalmdach in Faserzementrautendeckung, Giebeltrapeze in Fachwerk, Zwerchhaus mit Uhr und Schlagwerk im Ostgiebel, drei Querdurchfahrten. Errichtet gegen 1850.            | 32734574 | BW   |
| 53° 5′ 43″ N, 10° 8′ 46″ O           | Speicher                  | Zweigeschossiger Fachwerkbau mit Backsteinausfachungen unter Satteldach in Hohlpfannendeckung. EG als Wagenschauer offen gelassen. Im OG liegende Speicher über Außentreppe am Ostgiebel zu erreichen. Errichtet gegen 1850. | 32734546 |      |
| 53° 5′ 45″ N, 10° 8′ 42″ O           | Stall                     | Fachwerkbau mit Backsteinausfachung unter Satteldach in Ziegeldeckung. Giebeldreieck senkrecht verbrettert. Beidseits mittiges Tor. Lucken an den Seiten. Errichtet gegen 1850.                                              | 32734495 | BW   |
| Rehrhof 4 53° 5′ 41″ N, 10° 8′ 50″ O | Schweinestall             | Eingeschossiger Fachwerkbau mit Bachsteinausfachung auf Quadersockel unter Satteldach in Ziegeldeckung. Auf Westseite Dachgaube mit Aufzugslucke. Errichtet gegen 1890.                                                      | 32734600 | BW   |

### Gruppe: Forsthof
Die Gruppe hat die ID: 32720044. Forsthof tw. von Feldsteinmauer eingefriedet. Um den Wirtschaftshof gruppieren sich Wohn-/ Wirtschaftsgebäude und Scheune, ursprünglich vermutlich als Schafstall genutzt. Anlage wird durch Stichweg erschlossen und hat alten Baumbestand.

| Lage                                 | Bezeichnung               | Beschreibung | ID       | Bild |
| ------------------------------------ | ------------------------- | --- | -------- | ---- |
| Rehrhof 3 53° 5′ 39″ N, 10° 8′ 53″ O | Wohn-/ Wirtschaftsgebäude | Eingeschossiger, Fachwerkbau mit Backsteinausfachung in Vierständerbauweise unter Halbwalmdach in Ziegelpfannendeckung. Dach und Diele tw zu Wohnzwecken ausgebaut. Errichtet um 1850.                         | 32734414 | BW   |
| Rehrhof 3 53° 5′ 38″ N, 10° 8′ 52″ O | Scheune                   | Längsdurchfahrtscheune, eingeschossiger Fachwerkbau in Wandständerbauweise mit unter Walmdach in Ziegelpfannendeckung. Zwei Längsdurchfahrten. Ursprünglich wohl als Schafstall genutzt. Errichtet gegen 1850. | 32734441 | BW   |